# Jean-Marie Jadoul
Jean-Marie Jadoul je bivši belgijski hokejaš na travi. 
Na hokejaškom turniru na Olimpijskim igrama 1948. u Londonu je igrao za Belgiju. Belgija je ispala u 1. krugu. Osvojila je 3. mjesto u skupini "C", s dvije pobjede i dva poraza, pri čemu valja spomenuti da je tijesno izgubila od pobjednika skupine, Pakistana, s 2:1. Belgija je dijelila 5. do 13. mjesto u završnom poredku. Jadoul nije igrao, ali je bio među pričuvama.

## Vanjske poveznice
- Sports-Reference.com  Arhivirana inačica izvorne stranice od 16. veljače 2009. (Wayback Machine) Belgijski hokejaši na OI 1948.
- (fr.) Le site de Philippe Demaret  Arhivirana inačica izvorne stranice od 16. siječnja 2010. (Wayback Machine) Histoire du hockey belge aux JO